# 岡崎市立夏山小学校
岡崎市立夏山小学校（おかざきしりつ なつやましょうがっこう）は、愛知県岡崎市夏山町にある公立小学校。

## 概要
1874年（明治7年）に創立した。1957年（昭和32年）に現在地へ新築移転した。
豊富小学校、宮崎小学校、形埜小学校、下山小学校とともに、岡崎市立額田中学校の学区を構成する。
なお、本学区の額中生は敬信寮に入寮できる。岡崎市の市街地から遠く離れており、学校周辺は山と森に囲まれている。
| 調査日       | 児童数 | 通常学級 | 特別支援学級 | 出典  |
| ------------ | ------ | -------- | ------------ | ----- |
| 2013年4月8日 | 33人   | 4        | 1            | [ 2 ] |
| 2019年5月1日 | 16人   | 3        | 0            | [ 3 ] |
| 2020年5月1日 | 19人   | 4        | 0            | [ 4 ] |
| 2021年5月1日 | 22人   | 4        | 0            | [ 5 ] |
| 2022年5月1日 | 20人   | 3        | 0            | [ 6 ] |
| 2023年5月1日 | 22人   | 4        | 0            | [ 7 ] |

## 学区
| 町名   | 進学先     |
| ------ | ---------- |
| 夏山町 | 額田中学校 |

### 小規模特認校制度
2022年（令和4年）8月26日、市教育委員会は、夏山小学校、下山小学校、宮崎小学校、秦梨小学校の4校が2023年（令和5年）4月から、学区外の児童が入学・転入・編入できるようになる「小規模特認校制度」を導入すると発表した。市内の小学校に在籍する児童や在籍予定の園児であれば4校への入学などが認められる。入学などの受け入れ時期は原則毎年4月の年度当初で、1年以上の在籍を条件とする。通学については保護者の送迎を基本とし、公共交通機関を利用した児童のみの通学も認められる。募集期間は2022年（令和4年）9月1日～12月20日。